# Manta (Włochy)
Manta – miejscowość i gmina we Włoszech, w regionie Piemont, w prowincji Cuneo. Jej największą atrakcją jest zamek Castello della Manta, w którym znajduje się kolekcja cennych XIX-wiecznych obrazów.
Według danych na rok 2004 gminę zamieszkiwały 3354 osoby, 304,9 os./km².
Graniczy ona z następującymi gminami: Lagnasco, Pagno, Saluzzo oraz Verzuolo.